# Folies Bergère

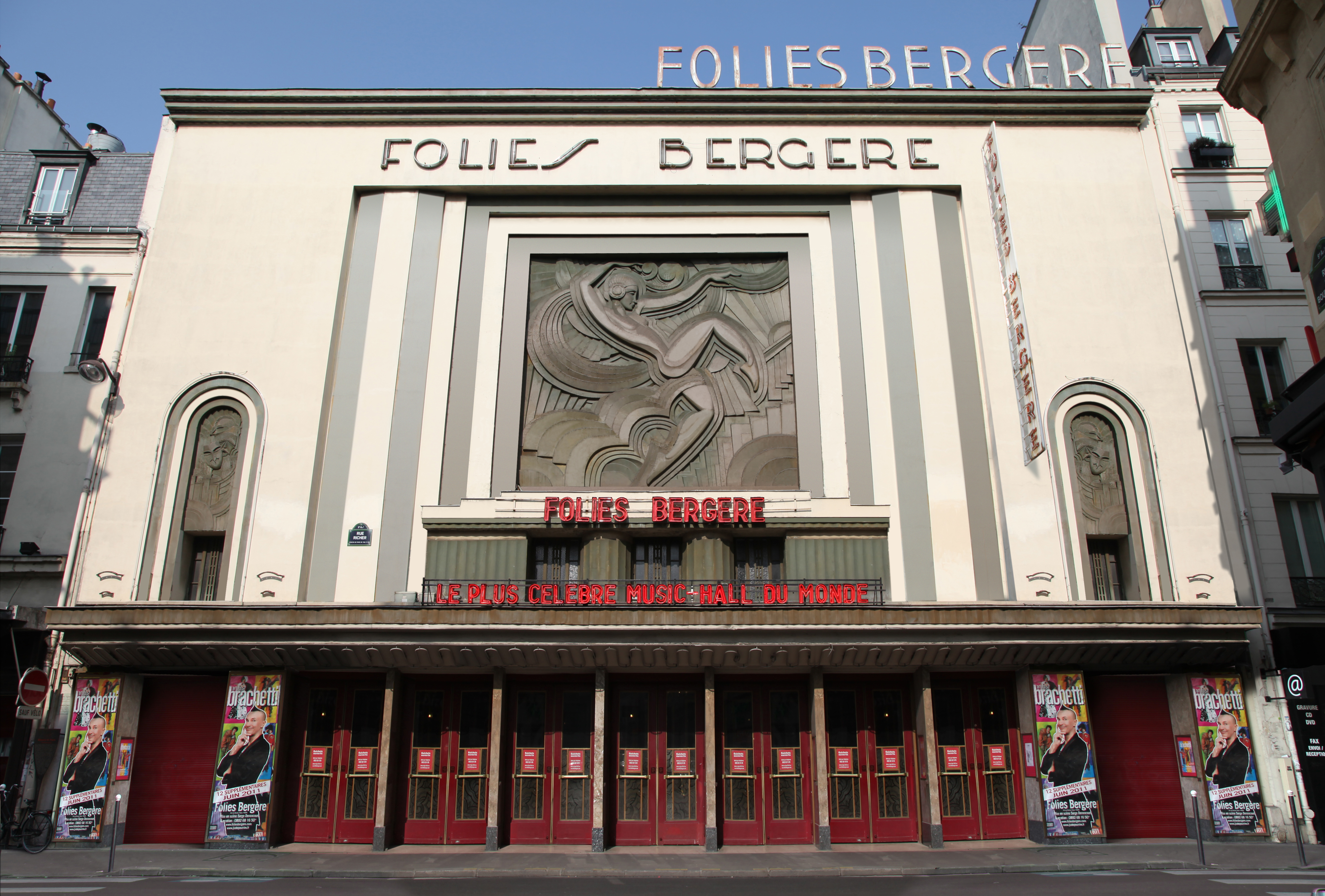
Fachada do "Folies Bergère" (2011).

O Folies Bergère é uma casa de música parisiense do tipo cabaré que esteve no ápice de sua fama e popularidade da década de 1890 até à década de 1920. Atualmente ainda funciona com espetáculos.
Em finais do século XX, como consequência do relativo desinteresse do público pelos espetáculos de revista, o teatro passou a ser utilizado para comédias musicais, atuações de grupos de baile, etc.
Fica na rua Richer, no número 32, no IX Arrondissement de Paris. Foi construído como teatro para ópera pelo arquiteto Plumeret. Abriu as portas em 2 de maio de 1869 sob o nome de Folies Trévise (pela próxima rua Trévise), incluindo operetas, ópera cómica, música popular e acrobacias. Alterou o nome em 13 de setembro de 1872 devido a queixas do duque de Trévise, que não queria ver o seu nome associado a uma sala de espetáculos. Para evitar estes problemas mudou-se o nome para  Bergère (pastora), também de uma rua perto, que não era um apelido.
A fachada atual é da década de 1930 e de estilo art déco.
Os seus espetáculos incluíam tableaux vivants e decorações muito complexas que, com frequência, eram em trompe l'oeil. Fez concorrência ao Moulin Rouge e inspirou empresários de outros países, como Florenz Ziegfeld (Ziegfeld Follies) nos Estados Unidos.
Desde a sua criação até os dias atuais, o teatro conseguiu inspirar os artistas mais talentosos de sua época: Jean Gabin, Mistinguett, Joséphine Baker, Charles Trenet e até mesmo Maurice Chevalier obtiveram sucesso na casa, por exemplo. 
Atualmente, o local pode acomodar até 1600 espectadores distribuídos em três níveis.

## Artistas notáveis
- Loïe Fuller, nascida Marie Louise Fuller (1862—1928) foi uma atriz e dançarina norte-americana. É a inventora da serpentine dance.